# Adam Valentin Volckmar
Adam Valentin Volckmar, född 1770 i Schmalkalden, Tyskland, död 1851 i Rinteln, Tyskland, var en tysk kompositör, organist och sångare.

## Biografi
Adam Valentin Volckmar föddes 1770 i Schmalkalden, Tyskland. Han var elev till Johann Gottfried Vierling och blev 1817 organist i Rintelns domkyrka och sånglärare vid gymnasiet i Rinteln.
Volckmar komponerade några violinsonater och cellosonater samt många orgelverk och sånger som blivit tryckta. Han var far till musikläraren Wilhelm Volckmar.

## Orgelverk
- Herr Jesu Christ, mein's Lebens Licht.[8]